# Radio Ton
Radio Ton ist ein privater Radiosender mit Sitz in Heilbronn. Das Sendegebiet umfasst in Baden-Württemberg die Region Heilbronn-Franken und die Region Ostwürttemberg. Der Empfang ist außerdem in Teilen Unterfrankens und Schwabens möglich.

## Geschichte
Radio Ton wurde 1987 unter dem Namen Radio Regional in Heilbronn gegründet. Mit dem Song Laguna d’amor der Kraichgauer Band Fernando Express ging Radio Ton am 25. November 1987 zum ersten Mal auf Sendung. Nach dem Zusammenschluss mit dem Bad Mergentheimer Hörfunksender Radio T.O.N. (T.O.N. stand hierbei für das Sendegebiet Tauber, Odenwald, Neckar) im Jahr 1994 nannte sich der Sender Radio Ton Regional.
Mit der Lizenzperiode ab 2003 bekam der Sender von der Landesanstalt für Kommunikation Baden-Württemberg (LFK) auch den Zuschlag für das Lokalsendegebiet Ostwürttemberg, das bis dahin Sendegebiet von Radio Komma 1 war. Im Mai 2003 kaufte Radio Ton das Neckar-Alb-Radio in Reutlingen auf. Seitdem sendet Radio Ton als Baden-Württembergs größtes Lokalsendernetzwerk in den Gebieten L9 Ostwürttemberg und L10 Heilbronn-Franken ein lokal ausgerichtetes Programm mit getrennt ausgestrahlten Nachrichten für die einzelnen Regionen. Die Kernzielgruppe liegt zwischen 30 und 55 Jahren. Der Sender bietet ein Programm mit Musik der 1980er Jahre an.
Das Team bestand in der Anfangszeit aus 25 Mitarbeitern. Heute sind es ca. 80 Mitarbeiter.
Der Sender hat Studios in Heilbronn und Aalen um die Hörer mit regionalen Informationen zu versorgen.
Am 22. Juli 2014 beschloss der Medienrat der LFK, Radio Ton die UKW-Frequenzen in den Kreisen Reutlingen, Tübingen sowie im Zollernalbkreis anderweitig zu vergeben. Seit dem 19. Januar 2015 ist Radio Ton in weiten Teilen Baden-Württembergs über DAB+ auf dem Kanal 11B zu empfangen.
Das Regionalgebiet Neckar Alb verlor Radio Ton zum 1. Januar 2016 an Neckaralb Live der Schwäbisch Media.

## Programm
Neben Nachrichten und Podcasts bietet Radio Ton vor allem Musikchannels mit verschiedenen Musikstilen aus den 1980er Jahren an, wie unter anderem Disco, Rock, Funk, Aerobic, Flashdance oder 80er-Jahre Filmmusiken. Darüber hinaus gibt es einen eigenen Kanal für Menschen, die aus der Ukraine geflohen sind oder die sich für ukrainische Pop- und Rockmusik interessieren.

## Frequenzen (UKW)
| Heilbronn-Franken       |           |         |
| Heilbronn               | 103,2 MHz | 25,0 kW |
| Eppingen                | 96,8 MHz  | 0,32 kW |
| Bad Mergentheim         | 103,5 MHz | 20,0 kW |
| Schwäbisch Hall         | 102,6 MHz | 3,0 kW  |
| Künzelsau               | 96,0 MHz  | 0,1 kW  |
| Langenburg              | 88,6 MHz  | 2,0 kW  |
| Wertheim                | 104,7 MHz | 0,1 kW  |
| Landesweit über DAB+    | 11B       |         |
| Ostwürttemberg          |           |         |
| Aalen                   | 107,1 MHz | 20,0 kW |
| Heidenheim an der Brenz | 104,2 MHz | 0,1 kW  |